# Lee Dae-hoon
Lee Dae-Hoon (Seul, 5 de fevereiro de 1992) é um taekwondista sul-coreano, bicampeão mundial.

## Carreira

### Londres 2012
Lee Dae-Hoon competiu nos Jogos Olímpicos de 2012, na qual conquistou a medalha de prata.

### Rio 2016
Novamente disputou terminando com a medalha de bronze.